# Antagonista (narratología)

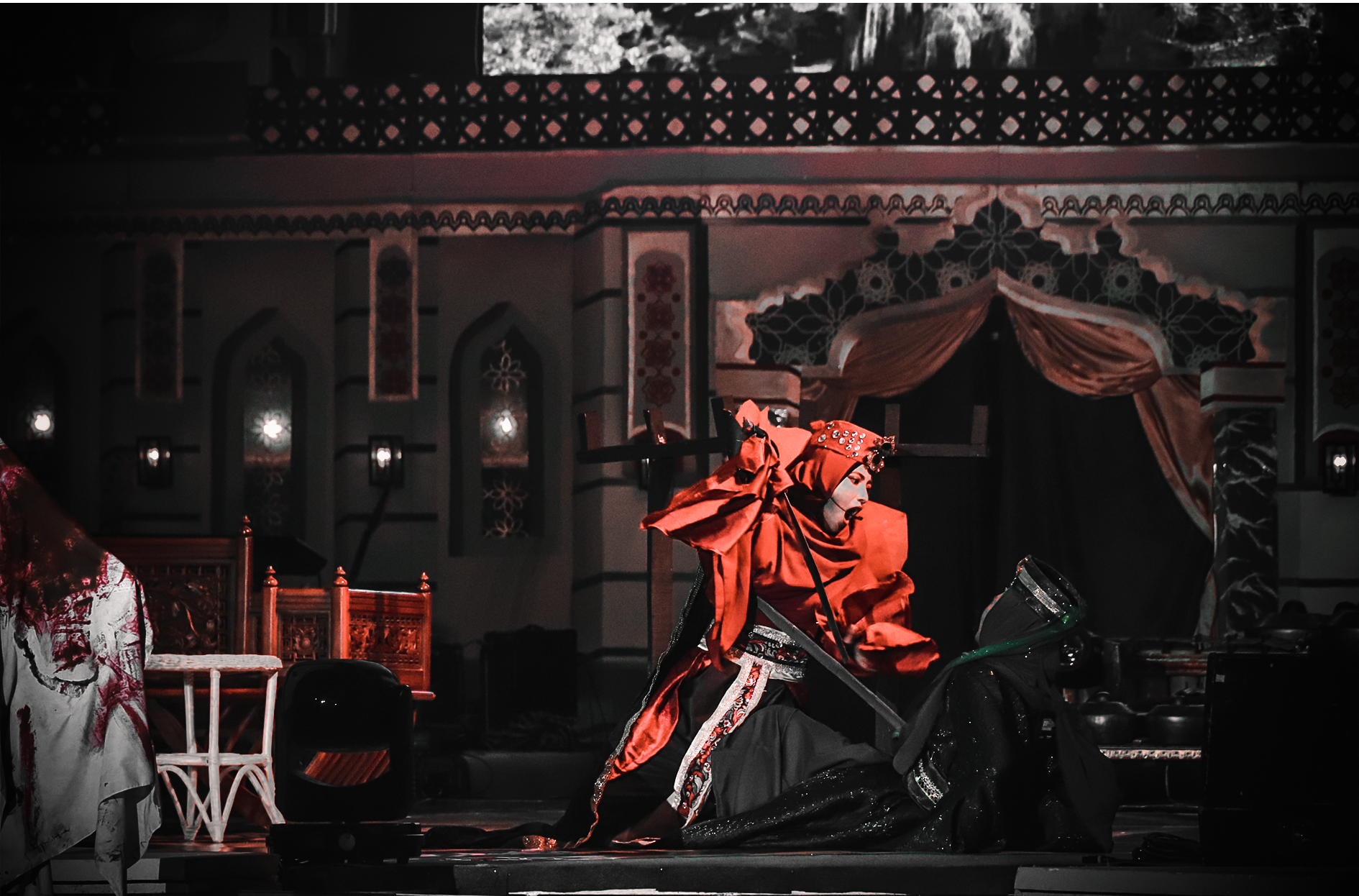
Escena dramática de Antagonista.

El  antagonista, en la narratología, y en general en cualquier suceso histórico, mítico o de ficción, es el personaje o grupo de personajes, e incluso a veces una institución, que interviene en una historia, y que representa la oposición a un protagonista o héroe al dificultar y obstaculizar el éxito de sus planes con sus relacionados (cumpliendo el rol del villano), por lo cual se le debe enfrentar, combatir y derrotar.

## Etimología
La palabra antagonista tiene referencia en el latín tardío antagonista al respecto del griego antagōnistḗs, marcado por anti, interpretado por contra, con raíz en el indoeuropeo *ant-, por antes o adelante, conjugándose con el verbo agonizar, dado en el latín tardío agonizāre vinculado al griego agōnízesthai, por la acción y el sentimiento de combatir, procediendo de agōn, remitiendo a pelea o enfrentamiento, en relación con el verbo agein, por actuar, encontrando referente en el indoeuropeo *ag-, por mandar o mover. En nuestros tiempos expresa efectivamente la incompatibilidad u oposición sustancial en materia de opiniones o conductas, entre cosas o personas.

## Definición
El antagonista representa la fuerza aparente y necesaria para que exista un conflicto en la trama. Un antagonista no necesariamente tiene que ser siempre un humano ni tampoco en sí mismo bueno o malo. Puede también representar algún elemento psicológico o místico. En el estilo típico de las historias en las que un héroe se debe enfrentar a un villano, ambos pueden ser definidos como protagonistas o antagonistas del otro, respectivamente. Sin embargo, en algunas ocasiones los creadores de las historias han creado diversas situaciones complejas, como por ejemplo, contar la historia desde el punto de vista del villano, al que entonces se le denomina protagonista antagónico o antihéroe. Pero por lo general, el héroe es el protagonista, y quien o quienes se le oponen son los antagonistas o antihéroes de la historia.

## Diferencias entre antagonista y villano
Cabe destacar que si bien es cierto que los antagonistas generalmente cumplen plenamente el rol de villano en una historia ficticia, no siempre es el caso porque ambos términos tienen algunas diferencias. Los antagonistas son personajes que se oponen y obstaculizan la vida de los protagonistas, intentando impedir que estos cumplan sus deseos, ya sea porque desean lo mismo o porque no quieren que los cumplan; esto se debe a que los antagonistas puedan tener una rivalidad con los protagonistas o también a que les guarden rencor por algo que los protagonistas les pudieron haber ocasionado inadvertidamente. Mientras que los villanos, son personajes malvados que intentan dañar a los protagonistas y otros personajes, además de querer hacer el mal ejerciendo su maldad deliberadamente; esto se debe a que los villanos a diferencia de los antagonistas, quieren dañar, torturar y ver sufrir a sus oponentes, ya sea por una venganza, por los efectos colaterales de las acciones de los héroes, o por simple capricho y obsesión de querer ver derrotado al protagonista.